# بينيارويا-بويبلونييفو (قرطبة)
بلدية بينيارويا-بويبلونييفو (بالإسبانية: Peñarroya-Pueblonuevo)‏، هي إحدى بلديات مقاطعة قرطبة إحدى مقاطعات إسبانيا، و التي تقع في منطقة الأندلس جنوب إسبانيا.
يبلغ عدد سكانها 11.918 نسمة وفقاً لإحصائية سنة (2007).